# Paral·lel 15° sud
El paral·lel 15° sud és un paral·lel que està 15 graus al sud del pla equatorial de la Terra. Creua l'oceà Atlàntic, Àfrica, l'oceà Índic, Australasia, l'oceà Pacífic i Amèrica del Sud.
En el sistema geodèsic WGS84, al nivell de 15° de latitud sud, un grau de longitud equival a 107,549 km. la llargada total del paral·lel és, doncs, 38.718 km, aproximadament el 97% de l'equinnocci. Es troba a 1.659 km de l'Equador i a 8.343 km del pol Sud.

## Al voltant del món
A partir del Meridià de Greenwich i cap a l'est, el paral·lel 20 ° nord passa per: 
| Coordenades                               | País. Territori o mar | Notes |
| ----------------------------------------- | --------------------- | --- |
| 15° 0′ S, 0° 0′ E / 15.000°S,0.000°E      | Oceà Atlàntic         | |
| 15° 0′ S, 12° 9′ E / 15.000°S,12.150°E    | Angola                | |
| 15° 0′ S, 22° 0′ E / 15.000°S,22.000°E    | Zàmbia                | |
| 15° 0′ S, 30° 13′ E / 15.000°S,30.217°E   | Moçambic              | |
| 15° 0′ S, 34° 37′ E / 15.000°S,34.617°E   | Malawi                | |
| 15° 0′ S, 35° 52′ E / 15.000°S,35.867°E   | Moçambic              | |
| 15° 0′ S, 40° 39′ E / 15.000°S,40.650°E   | Oceà Índic            | Canal de Moçambic - passant just al nord de l'Illa de Moçambic |
| 15° 0′ S, 47° 13′ E / 15.000°S,47.217°E   | Madagascar            | |
| 15° 0′ S, 50° 20′ E / 15.000°S,50.333°E   | Oceà Índic            | |
| 15° 0′ S, 124° 54′ E / 15.000°S,124.900°E | Austràlia             | Austràlia Occidental - Passant a través de les Illes Coronació i el Golf de Cambridge Territori del Nord                                                                       |
| 15° 0′ S, 135° 31′ E / 15.000°S,135.517°E | Golf de Carpentària   | |
| 15° 0′ S, 141° 40′ E / 15.000°S,141.667°E | Austràlia             | Queensland |
| 15° 0′ S, 145° 20′ E / 15.000°S,145.333°E | Mar del Corall        | |
| 15° 0′ S, 166° 35′ E / 15.000°S,166.583°E | Vanuatu               | Espiritu Santo |
| 15° 0′ S, 167° 3′ E / 15.000°S,167.050°E  | Mar del Corall        | |
| 15° 0′ S, 168° 6′ E / 15.000°S,168.100°E  | Vanuatu               | Illa de Maewo |
| 15° 0′ S, 168° 8′ E / 15.000°S,168.133°E  | Oceà Pacífic          | passant just al sud de l'atol Mataiva, Polinèsia Francesa |
| 15° 0′ S, 148° 17′ O / 15.000°S,148.283°O | Polinèsia Francesa    | Passant a través dels atolls Tikehau i Rangiroa |
| 15° 0′ S, 147° 35′ O / 15.000°S,147.583°O | Oceà Pacífic          | passant just al nord de l'atol Arutua, Polinèsia Francesa · passant just al sud d'illa Tikei, Polinèsia Francesa · passant just al sud de l'atol Puka Puka, Polinèsia Francesa |
| 15° 0′ S, 75° 28′ O / 15.000°S,75.467°O   | Perú                  | |
| 15° 0′ S, 69° 21′ O / 15.000°S,69.350°O   | Bolívia               | |
| 15° 0′ S, 60° 24′ O / 15.000°S,60.400°O   | Brasil                | Mato Grosso estat de Goiás - durant uns 12 km Mato Grosso - durant uns 8 km Goiás Minas Gerais Estat de Bahia Minas Gerais Estat de Bahia                                      |
| 15° 0′ S, 39° 0′ O / 15.000°S,39.000°O    | Oceà Atlàntic         | |